# Tuğba Yurt

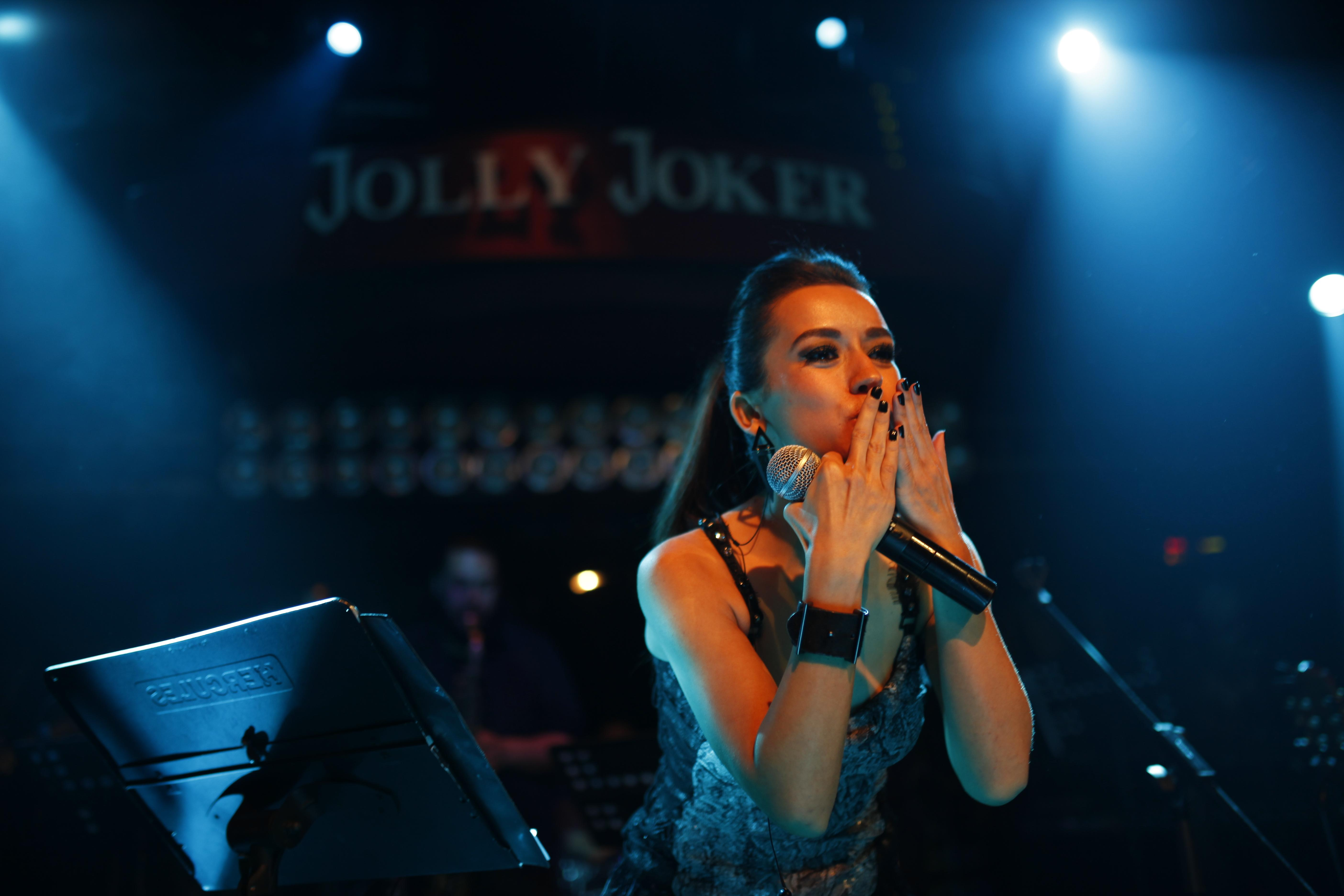
Tuğba Yurt, 2015

Tuğba Yurt (* 2. September 1987 in Belgien) ist eine türkische Popmusikerin.

## Karriere
Ihre musikalische Karriere begann im Jahr 2013 durch die Veröffentlichung der Extended Play Aşk'a Emanet. Einem breiteren Publikum wurde sie ein Jahr darauf durch das erfolgreiche Cover des Songs Sakin Ol von Sertab Erener bekannt. Anschließend hat Tuğba Yurt mit einer Reihe von veröffentlichten Singles auf sich aufmerksam gemacht. Der im Jahr 2017 erschienene Song İnceden İnceden gehört zu ihren bislang erfolgreichsten Aufnahmen. Zwei Jahre später wurde ihr erstes Album Sığınak herausgebracht.
Bis zum Januar 2020 war sie mit dem türkischen Fußballer Cenk Şahin in einer Beziehung, der im Oktober 2019 seine Unterstützung für die türkische Militäroffensive in Nordsyrien äußerte und damit als damaliger Spieler für den FC St. Pauli für Kontroverse sorgte.

## Diskografie

### Alben
- 2019: Sığınak

### EPs
- 2013: Aşk'a Emanet

### Singles
| - 2013: Ağır Yaralı - 2014: Sakin Ol (mit Doğukan Manço) - 2014: Aşk Sanmışız - 2015: Oh Oh - 2015: Aklımda Sorular Var - 2016: Güç Bende Artık - 2016: Deli Et Beni (mit Harun Kolçak) - 2017: Destur - 2017: İnceden İnceden - 2018: Yine Sev Yine - 2018: Masal - 2019: Vurkaç | - 2020: Yas - 2020: Taş Yürek - 2020: Geliyo Geliyo - 2020: Sığınak - 2021: Benim O - 2021: Açmayalım - 2022: Ne Mesele - 2023: Sonsuza Dek - 2024: Dünya Hevesi - 2024: Yolun Sonu - 2025: Bu Son Olacak - 2025: Duymuyor Beni |

Quelle:

### Akustik-Aufnahmen
| - 2021: Zalim (Akustik) - 2021: Herkes Yaralı (Akustik) - 2021: Canımsın Sen (Akustik) - 2021: Kış Gülleri (Akustik) - 2021: Boş Yere (Akustik) - 2021: Söyle (Akustik) - 2021: Sensiz Olamam (Akustik) - 2021: Tutunamadım (Akustik) - 2021: Kurşuna Gerek Yok (Akustik) - 2021: Kahpe Diller (Akustik) - 2021: Bu Gece (Akustik) - 2021: Saçma (Akustik) - 2021: Adı Aşk (Akustik) | - 2021: Yol Arkadaşım (Akustik) - 2021: Benim İçin Üzülme (Akustik) - 2021: Acıtmışım Canını Sevdikçe (Akustik) - 2021: Cumartesi Pazar (Akustik) - 2021: Eylül Akşamı (Akustik) - 2021: Malum (Akustik) - 2021: Al Ömrümü (Akustik) - 2021: Ben Öyle Birini Sevdim Ki (Akustik) - 2022: Gidemiyorum (Akustik) - 2022: Cennetim Olsun (Akustik) - 2022: Delidir (Akustik) - 2022: Anma Arkadaş (Akustik) - 2022: Tükeneceğiz (Akustik) |

## Auszeichnungen
- 2015: Kral Türkiye Müzik Award in der Kategorie Bestes Musikvideo (für Sakin Ol)